# 스타체이서 3D
스타체이서 3D(Starchaser: The Legend of Orin)는 미국에서 제작된 스티븐 한 감독의 1985년 SF, 액션, 스릴러 영화이다. 스티븐 한 등이 제작에 참여하였다. 알려진 다른 제목은 스타체이서 - 오린의 전설, 대탈출이다.

## 목소리 출연
- 카멘 아젠지아노
- 안소니 드 론기스
- 존 모쉬타 주니어
- 모나 마셜
- 허브 버그랜
- 마이클 윈즐로

## 제작진
- 미술: 이현세
- 디지털 제작
  - 김백철
  - 윤준호
  - 최용준
  - 오병걸
  - 최정곤
  - 김기남
  - 차동준
  - 박소명
  - 박란
  - 장영수
  - 이삼화
  - 이현희
  - 김조화
  - 장혜영
  - 박상균
  - 임모세
  - 곽민지
  - 최재환
  - 강건욱
  - 이현수
  - 이혜영